# NGC 5613
NGC 5613 este o galaxie seyfert de tip 2⁠(d) situată în constelația Boarul. A fost descoperită în 1 martie 1851 de către William Parsons, 3rd Earl of Rosse⁠(d).